# Franco Gidoni
Franco Gidoni (Feltre, 4 gennaio 1955) è un politico italiano.

## Biografia
Nel giugno del 2006 viene nominato vicesindaco di Belluno dal neoeletto primo cittadino Celeste Bortoluzzi; a settembre dello stesso anno, con la morte di quest'ultimo, diventa facente funzioni fino alle successive consultazioni del maggio 2007 che vedono la vittoria di Antonio Prade.

### Elezione a deputato
Alle elezioni politiche del 2008 viene eletto deputato della XVI legislatura della Repubblica Italiana nella circoscrizione VIII Veneto per la Lega Nord. Rimane in carica fino al termine del mandato, nel 2013.